# Луцій Скрибоній Лібон (консул 16 року)
Луцій Скрибоній Лібон (лат. Lucius Scribonius Libo; 18 до н. е. — після 16 н. е.) — політичний діяч ранньої Римської імперії, консул 16 року.

## Життєпис
Походив з роду нобілів Скрибоніїв. Син Луція Скрибонія Лібона, консула 34 року до н. е. та Помпеї Магни. Про його життя залишилось мало відомостей. З 15 року н. е. стає членом колегії септемвірів епулонів. У 16 році н. е. обирається консулом (разом з Сізенною Статілієм Тавром). Подальша доля невідома.

## Родина
Дружина — Корнелія Помпея Магна.
Діти:
- Луцій Скрибоній Лібон, куратор Тибра.
- Скрибонія.